# Les Mentettes
Les Mentettes es un grupo indie pop argentino formado por Adrián Rivoira, Eugenia Brusa, Tomás Molina Lera y Pablo Font. Cantaron siempre en inglés, y en 2015 comenzaron a hacerlo también en castellano. En 2009 los integrantes de la banda llevaron adelante el experimento de una orquesta-pop con más de 35 músicos dirigidos por Manuel Spina. Los resultados fueron una formación paralela, llamada Les Mentettes Orchestra, y un disco homónimo.
Ha editado cuatro discos desde 2008: Let's Mentettes, Songs for an Imaginary Film, Beautiful y Between Ones and Zeros.

## Discografía
- Les Mentettes (2008, EP)
- Let's Mentettes (2009)
- Les Mentettes Orchestra (2010)
- Songs for an Imaginary Film (2011)
- Bouh! (2013, EP)
- Beautiful (2013, EP)
- Between Ones And Zeros (2014)
- Dar el brazo a torcer (2017, EP)